# Calyptranthes mornicola
Calyptranthes mornicola är en myrtenväxtart som beskrevs av Ignatz Urban. Calyptranthes mornicola ingår i släktet Calyptranthes och familjen myrtenväxter.
Artens utbredningsområde är Haiti. Inga underarter finns listade i Catalogue of Life.